# 大腸憩室症

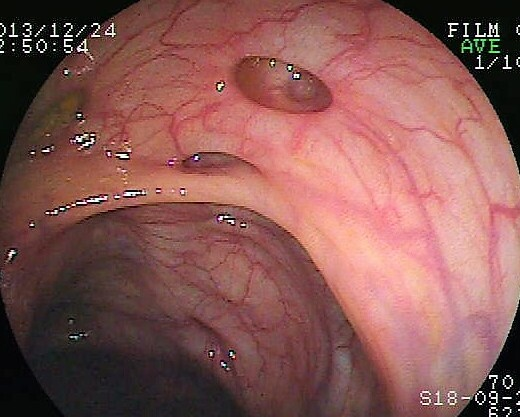
大腸憩室症

大腸憩室症（だいちょうけいしつしょう Diverticulosis）は、大腸の腸管内壁の一部が腸管内圧の上昇などの要因により袋状に腸壁外に突出した憩室が生じている状態をいう。憩室を生じているだけで何の症候も示さない場合は治療の必要はない。

## 概要
憩室壁が腸壁そのものである全層が飛び出す真性憩室と、筋層を欠き腸壁の筋層の隙間から腸粘膜だけが飛び出す仮性憩室に分類されるが、大腸憩室のほとんどは仮性憩室で、比較的高齢者に多い病気である。好発年齢は70代から80代であるが40代でも憩室を有している。以前は、欧米人では左側の大腸（S状結腸）に多く見られるのに対し、日本人では右側結腸に多いとするのが定説であったが、食習慣や生活様式の欧米化などの要因で、日本人にも左側大腸の症例が増加している。大腸検査を行うと10%くらいの頻度で見つかり、比較的ありふれた病気である。大腸憩室があるだけでは治療の必要はないが、合併症である憩室炎や出血に進展した場合は治療が必要である。また、何度も憩室炎を繰り返すことで大腸が狭窄し癒着を生じるなどして、便やガスの通過に支障をきたしたり、腹部膨満感や便秘が続くなどし大腸内視鏡検査の器具挿入すら困難になる場合がある。好発部位には人種差があるが、その原因は明かではない。
日本人での発生部位は
- 上行結腸 約40%
- 下行結腸 約20%
- S状結腸 約15%
- 盲腸 約13%
- 横行結腸 約9%

## 症状
一般に憩室があるだけでは60%から70%の人が無症状であるが、25%程度の人で下痢、軟便、便秘、腹部膨満感、腹痛など過敏性腸症候群にも似たさまざまな腸運動異常による症状が出ることがあり、15%程度の人が穿孔、膿瘍、狭窄、出血、憩室炎といった合併症を呈する。なお、有症候者の割合は研究者により異なるが、75%から80%とする報告もある。
憩室炎は、憩室内に便が貯留することで引き起こされるが、多くは強い腹痛、発熱、下血といった症状を伴う。炎症が進行すると憩室出血、穿孔、イレウス、周囲臓器との瘻孔形成などより重症な状態に移行するころがあるために、観察が必要である。盲腸付近の右側大腸の憩室炎は急性虫垂炎と症状が酷似しており、鑑別が困難な場合がある。

## 重要な合併症
後述の憩室炎、憩室出血、イレウスのほかに、腸管内容物が大腸の外（腹腔内）に漏れ出すと腹膜炎を発症する。また、憩室の孔が近傍の臓器と接触することで瘻孔と呼ばれる連絡通路の様な物が形成されることがある。

### 憩室炎
憩室に炎症を生じた状態で、腹痛、腹部膨満感、下痢などの症状を伴い、臨床的には白血球増加やC反応性蛋白(CRP)値の上昇の変化を生じる。また、腫瘍マーカーCEAの高値が出現することがある。

### 憩室出血
主訴は血便や腹痛を伴わない下血で、出血部位によって便の色が異なり、肛門からの距離が遠くなるほど赤黒い色となる。出血部位は上行結腸：約68%、S状結腸：約20%、下行結腸：約6%、横行結腸：約5%、盲腸：約1%と報告されている。治療方法として保存的治療が約60%、内視鏡的止血術が約15%、バリウム充填術が約11%、IVR（画像下治療）が約9%、結腸切除術が約6%との報告がある。自然止血していることが多く、出血後の下部内視鏡検査で出血部位が特定できるのは30%程度である。出血に伴って貧血、赤血球数減少、ヘモグロビン(Hb)の低下、血圧低下、まれに出血性ショックを呈する。出血箇所（責任憩室）が特定できれば、クリップ法や食道静脈瘤結紮術に用いる器具により結紮する「Endoscopic Band Ligation(EBL)法」により止血する。
非ステロイド性抗炎症薬(NSAID)やアスピリンの内服は、出血リスクを高める。

### イレウス
腸壁肥厚による狭窄や憩室内に形成された糞石の腸内脱落に伴って発生する。

## 原因
大腸内圧の上昇であるが、これは食生活の欧米化によって肉食が増加したこと、それに相反するように食物繊維の摂取が減少したために便秘、腸管の攣縮が起こりやすくなり、これに伴って腸管内圧の上昇を惹起しやすくなったことが挙げられる。腸管の内圧上昇により、大腸壁の筋肉層の脆弱な部分から粘膜が飛びだすことで憩室が発生すると考えられている。
1. 加齢によって腸管壁の脆弱化が起こる。このために高齢になるほどに発症リスクは高まる。40歳未満ではまれだが、それ以降は急増し、90歳の人ではほぼ全員に多くの憩室がみられる。
2. 大腸憩室出血は、循環器疾患における低用量アスピリンを含む非ステロイド性抗炎症薬(non-steroidal anti-inflammatory drugs;NSAID)の使用量の増加が憩室出血に拍車をかけている[4]。また、抗血栓薬の使用は大腸憩室を有する高齢者の出血リスクを高める[14]。

## 診断
胃部や大腸検査などで偶然に発見されることが多い。胃のバリウム検査の後に受けた腹部Ｘ線検査の際に大腸憩室に残留したバリウムが投影されることで発見されたり、注腸Ｘ線検査や大腸内視鏡検査、CTスキャンなどで偶然発見されることが多い。確定は症状がないときに注腸造影検査や大腸内視鏡検査にて行う。肛門からバリウムを注入して止血を行う方法もある。

## 治療
症状さえなければ憩室がたくさんあっても治療の必要はない。日常生活に特別な制限はないが、繊維分の多い食事を心がけ、便秘を起こさないようにする。繊維質を多く含んだ食事だけで不十分な場合は、ふすまを含む強化食品やメチルセルロース、オオバコ種子などの膨張性薬剤が有効とされる。
- 憩室炎や憩室周囲炎など炎症を起こしている場合は、放置すると重症化して腹膜炎に進展することがあるために、入院し、絶食・輸液・抗生物質による治療が必要。
- 出血の70 - 80%は自然に止血するが、出血量が多い場合や繰り返し起こる場合は大腸内視鏡などによる止血の処置をする。Oリングによる内視鏡的結紮器具[16]などや、憩室内バリウム充填[17]などを行う。
- 腹膜炎や腸閉塞を併発している場合は外科的治療が必要になる[1][2]。

## 予防
腸痙攣を起こさないよう、食物繊維を多く含む食物（野菜、果物、全粒穀物など）を多く摂り、さらに水分を十分に摂取する。大腸の内容物が増加することで痙攣が減少し、大腸壁内圧力が低下する。憩室に詰まる可能性がある種子類または他の食物を避けるという必要性はない。